# Hervé Youmbi

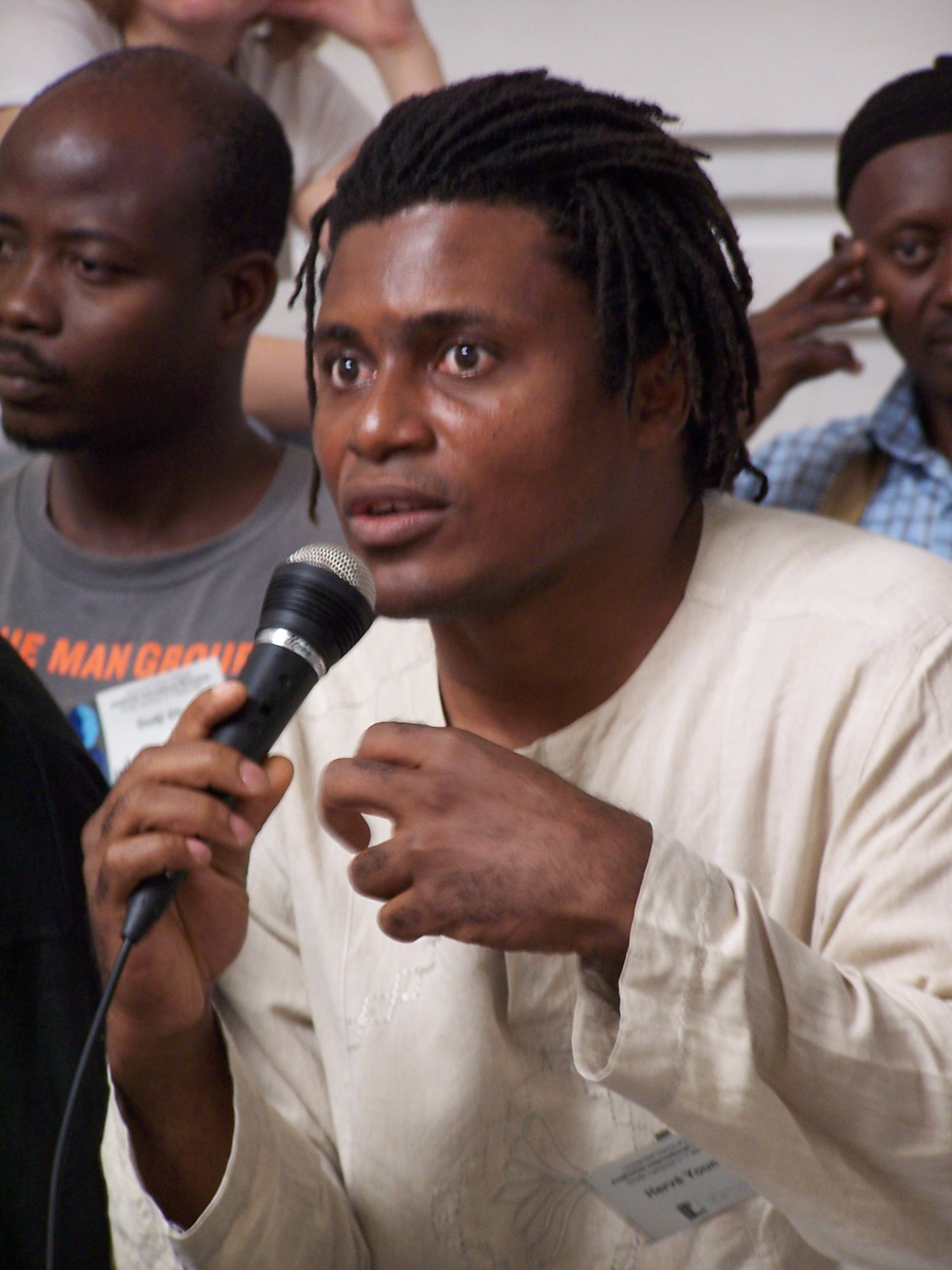
Hervé Youmbi auf dem Workshop Ars&Urbis, 2007

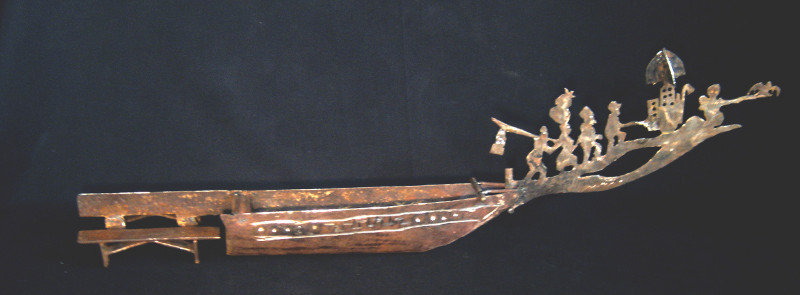
Hervé Youmbi, Pirogue Celeste

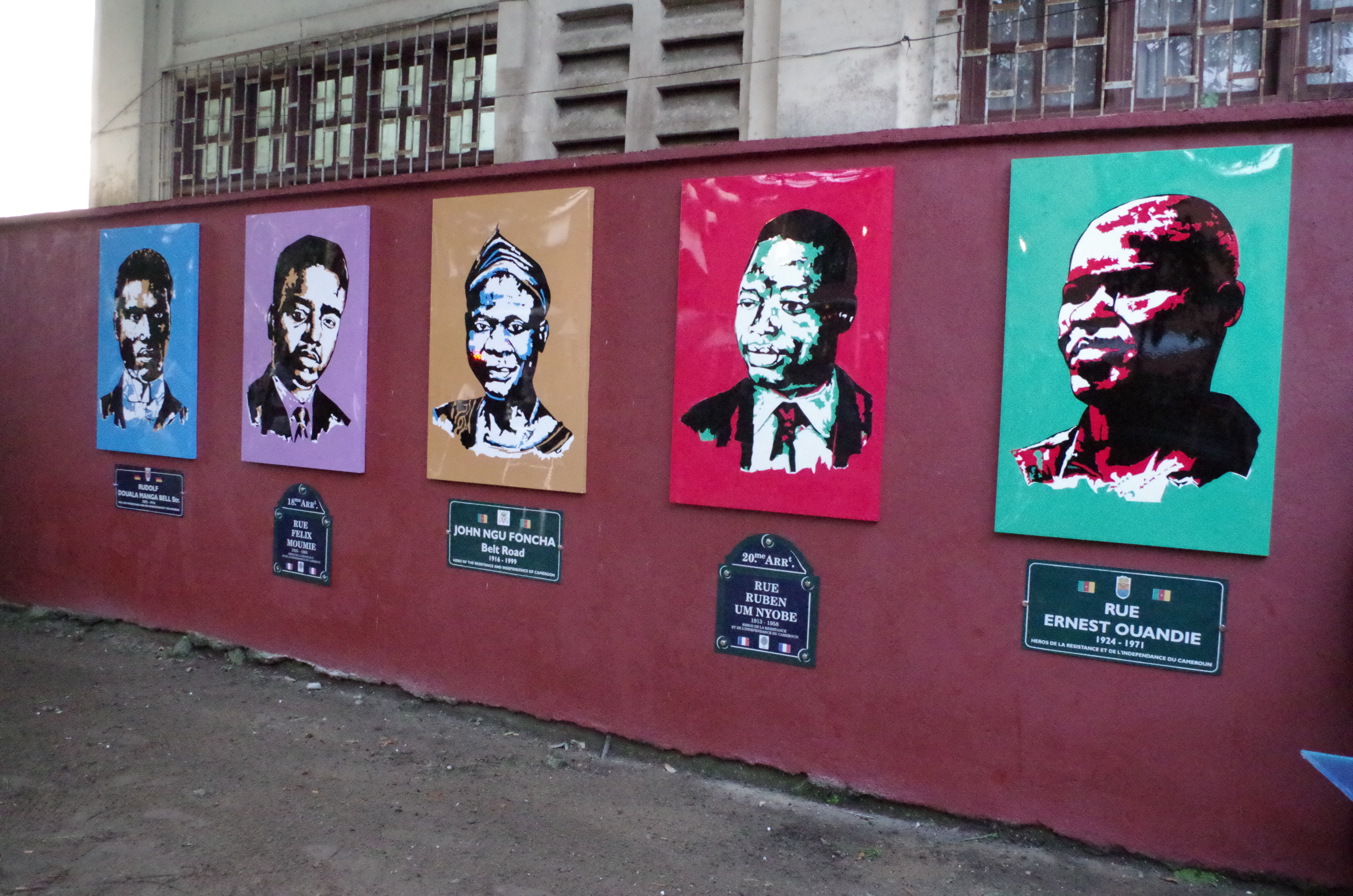
Hervé Youmbi, Cameroonian Heroes

Hervé Youmbi (* 1973 in Bangui) ist ein zentralafrikanischer Installations- und Videokünstler.

## Leben
Hervé Youmbi wuchs in Kamerun auf. Von 1993 bis 1996 studierte er an der IFA (Institut de Formation Artistique) in Mbalmayo. Er arbeitet in den Bereichen Zeichnung, Malerei und Skulptur. Porträts spielen eine große Rolle in seinem Werk. 1998 gründete er zusammen mit Hervé Yamguen, Blaise Bang, Salifou Lindou und Jules Wokam das experimentelle Künstlerkollektiv Cercle Kapsiki. Cercle Kapsiki hat seinen Sitz in der K factory in New Bell, einem der ärmsten und gleichzeitig lebendigsten Stadtteile von Douala. Von 2000 bis 2001 studierte Youmbi an der ESAD (Ecole Supérieure des Arts Décoratifs de Strasbourg) in Frankreich und entdeckt die Medien Installation und Video für sich.
Youmbis Projekt Faces of Masks / Gesichter der Masken macht die afrikanische Ästhetik zum Thema. durch die Konflikte abweichende Aspekte der kulturellen Identitäten. Für Gesichter der Masken beauftragte Hervé Youmbi Handwerker der im Kameruner Grasland ansässigen Bamileke, eine Ku'ngang Maske zu schaffen, die das Gesicht einer Dogon Maske aus Mali enthält. Während Youmbis Einweihung in die Ku'ngang-Gesellschaft wurden diese Masken Teil des Rituals. Youmbi wurde autorisiert, um seine eigene Zeremonie zu filmen.
Die variable Installation Totems to Haunt our Dreams zeigt fotografische Porträts seiner Künstlerfreunde. Es handelt sich dabei um weiche Skulpturensäulen aus gestapelten Einkaufstüten, die jeweils mit einem Künstlerporträt versehen sind. Die Künstler tragen Sonnenbrillen mit einem Logo. Die Installation ist mobil und anpassungsfähig. Sie wächst, indem der Kreis von befreundeten Künstlern um Youmbi herum größer wird und so weitere Porträts entstehen. Die bedruckten Einkaufstaschen können gerollt oder flach in zwei Koffer gelegt werden und reisen so mit dem Künstler als Airline-Gepäck. Vor Ort wird die Installation erneut aufgebaut. Im Jahr 2010 reiste Totems to Haunt our Dreams zur Dakar Biennale (Mai), Johannesburg zur WM (Juni), Cotonou (Juli) und nach Kinshasa (Oktober). Totems to Haunt our Dreams wurde 2011 in der Axis Gallery in Johannesburg und 2012 im National Museum of African Art in Washington, D.C. ausgestellt.
Herve Youmbi stellte regelmäßig im Espace doual´art in Douala aus. Er ist 2017 als Teilnehmer zu den Skulptur.Projekten in Münster eingeladen.